# Rijksdaalder neerlandés
El rijksdaalder neerlandés o menos conocido como tálero imperial neerlandés (niederländischer reichstaler en alemán y dutch rixdollar en inglés) era la unidad monetaria unificada desde 1606 hasta 1694 de las Provincias Unidas de los Países Bajos después de la Revuelta neerlandesa de 1568 que provocaría la guerra de los Ochenta Años en los Países Bajos españoles. Se acuñaron localmente en las siete diferentes provincias neerlandesas y además circulaban indistintamente en las Tierras de la Generalidad y en las diversas colonias neerlandesas pero no se adhirieron sus ciudades haseáticas como Groninga y sus dependencias, ni algunos señoríos dentro de su territorio.

## Historia
En 1378 en el condado de Holanda —que incluía la región de Frisia Occidental y las islas Vlieland y Terschelling— entró en circulación el florín de oro del conde Guillermo V o simplemente florijn (hollandse gulden florijn, en neerlandés), cuyo nombre provenía de la moneda florentina fiorino d'oro. Posteriormente varios príncipes y nobles gobernantes en la región de los Países Bajos introdujeron sus propios florines locales.
En 1384, luego del fallecimiento del conde Luis II de Flandes, algunos de aquellos territorios como los condados de Artois, de Borgoña, de Flandes, de Nevers y de Rethel fueron heredados por los duques de Borgoña que eran originarios de una rama de la real Casa de Valois, ya que su sucesora Margarita III de Flandes se había casado con Felipe II el Atrevido, I duque de Borgoña del linaje regio de Valois, ya que era el hijo menor de Juan II de Francia, por lo que dicha región pasó a llamarse Países Bajos Borgoñones, y se expandió con el Condado de Namur en 1421, los condados de Holanda, de Hainaut o Henao y de Zelanda en 1432, los ducados de Güeldres en 1437, los de Brabante, de Limburgo en 1439 y el de Luxemburgo en 1441.
Este período terminó en 1477, cuando Carlos I de Borgoña el Temerario murió sin dejar heredero varón, por lo que el rey Luis XI de Francia se apoderó del Ducado de Borgoña, basándose en que al extinguirse un infantazgo francés debían incorporarse sus territorios a la Corona y así lo anexionó al dominio real, provocando de esta manera la guerra de Sucesión de Borgoña (que terminaría con el Tratado de Arrás de 1482 y posteriormente con el de Senlis de 1493). El condado de Borgoña, el Artois y la Picardía pasaron a la sucesora, la duquesa María de Borgoña pero tuvo que aceptar la nueva descentralización que habían evitado sus antecesores.
Para contrarrestar la ofensiva francesa, María se casó en el mismo año con el archiduque austríaco Maximiliano I, miembro de la Casa de Habsburgo y futuro emperador, y al enviudar este de María en 1482, se extinguió la rama borgoñona de los Valois y pasaron a llamarse Países Bajos de los Habsburgo que fueron gobernados por el titular del Ducado de Borgoña desde 1477 y desde 1516 por el rey español Carlos I que fuera coronado como emperador del Sacro Imperio Romano Germánico desde 1520.
A partir de entonces, la moneda que lleva el nombre y retrato del entonces emperador Carlos V se llamaba carolusgulden o «carolus de oro» de 1521, año de la conquista de la ciudad de Tournai que fue incorporada a Flandes, luego pasó a ser señor de Frisia en 1524, compró el Obispado de Utrecht en 1528, que incluía el territorio de Overijssel, conquistó la ciudad de Groninga con el Ommelanden y Drente, todo en 1536, y el Ducado de Güeldres con el condado de Zutphen en 1543, mismo año que anexionó Cambrai e introdujo una nueva moneda, el zilveren carolus o «carolus de plata» .833 que fue la primera moneda única de lo que se llamaría Diecisiete Provincias desde 1549, cuando el emperador estableció en la Pragmática Sanción por la cual los territorios de los Países Bajos españoles formarían una entidad territorial indivisible.
Posteriormente, cuando abdicó en su hijo Felipe II de España en 1555, se acuñó el philipsdaalder o «tálero filipino» de plata .833, con un peso de alrededor de 28 g y que había sido acuñado por el gobierno español para los Países Bajos desde 1557, luego la provincia de Holanda en 1575 —a través de su ceca en Dordrecht— fue la primera en acuñar la contrapartida llamada leeuwendaalder o «tálero del león» de plata .750 con un peso de 27,68 g y 40 mm de diámetro, y al principio equivalía a 32 stuivers, tres stuivers más que el valor intrínseco del contenido de plata.
Dicha diferencia que fluía al tesoro estatal se consideraba un impuesto por los esfuerzos bélicos, posteriormente a la Revuelta neerlandesa de 1568 con la consecuente guerra de los Ochenta Años en los Países Bajos españoles que provocaría la Primera Asamblea de 1572 por lo que los Estados de Holanda y Frisia Occidental asumieron el gobierno del entonces conde holandés y rey español Felipe II y entonces en los territorios del sur para apoyarlo crearon la Unión de Arrás de 1579, dicho lo cual el leeuwendaalder después de los acontecimientos comenzaría a fluctuar. Aquel apoyo regio provocó en el norte de los territorios la Unión de Utrecht del mismo año y la declaración formal de independencia ante el Imperio español con el Acta de abjuración del 26 de julio de 1581, en la cual también se adhirieron Gante, Ypres, Brujas —que caerían en manos españolas en 1584— y además Amberes (que sería recuperada por los españoles en 1585), y así la mayoría de las provincias y ciudades comenzaron a acuñar sus propias monedas de leeuwendaalder o bien «tálero del león» y se pueden distinguir en el anverso por el escudo de armas provincial del caballero.
De 1583 a 1585 la provincia de Holanda pasó a acuñar localmente el prinsendaalder o helmeted rijksdaalder o bien «tálero del príncipe» o «tálero con casco» ya que presentaba un busto blindado del estatúder Guillermo de Orange, asesinado por el realista hispano-francocondés Balthasar Gérard en 1584, y además el escudo provincial presentaba encima un casco de armadura y equivalía a 40 stuivers, pesa 29,03 g de plata .885 y tiene unos 42 mm de diámetro. Pero para las transacciones interprovinciales en la mayor parte de la nueva república, excepto Zelanda, se seguiría el método de cálculo holandés que se basaba en la unidad de medida del florijn (que se tasaba en 20 stuivers, aunque en Frisia y Overijssel era de 28 stuivers), por lo cual se calculada en florijn con stuivers y penningen (y se abreviaba así: f x-s-p, por ejemplo: f 15-4-2).
Luego del Tratado de Nonsuch de agosto de 1585 que estableció un protectorado inglés que nombró como gobernador general de los Países Bajos a Robert Dudley, I conde de Leicester, se acuñó con su busto laureado de 1586 a 1587 en las diversas provincias el leicesterreaal. Una vez vencido por Alejandro Farnesio, III duque de Parma y gobernador de los Países Bajos españoles, se creó en 1588 la República de los Siete Países Bajos Unidos. En 1591 se retomó la acuñación del prinsendaalder en la provincia de Holanda, también en la de Frisia Occidental u Holanda del Norte —que por el aislamiento acontecido desde el asedio de Haarlem por lo españoles en 1573 y con la ciudad de Ámsterdam que era entonces proespañola, pasaron a autoadministrarse al norte del estuario IJ con la ciudad de Velsen y el resto del distrito Noorderkwartier y comenzaron a acuñar sus propias monedas con cecas en Hoorn, Enkhuizen y Medemblik— y la siguieron otras tres provincias más, las de Utrecht, de Zelanda —que administró el Flandes neerlandés la cual incluía a Terneuzen, desde 1588 hasta 1604— y de Güeldres.
La república instaló un sistema monetario unificado en 1606, los rijksdaalders neerladenses de plata .873 y con un peso de 28,25 g acuñados en las siete diferentes provincias como ser en Holanda, en Frisia occidental, en Frisia (que acuñaría moneda provincial hasta 1738), en Güeldres, en Overijssel, en Utrecht y en Zelanda. Las piezas tienen el busto hasta la cintura de un hombre anónimo laureado con armadura, por lo que fue conocida como «tálero de medio hombre blindado» (rijksdaalder met den halven pantserman, en neerlandés) y era la contraparte neerlandesa del más pesado reichsthaler de plata .889 del Sacro Imperio Romano Germánico de 29,232 g y al mismo tiempo, los leeuwendaalders que fueron acuñados por todas las provincias y ciudades pasó a equivaler 42 stuivers y para pagos externos 48 stuivers.
Además los rijksdaalders neerlandeses circulaban indistintamente en las Tierras de la Generalidad con la región de Westerwolde hasta 1619 y con la provincia de Drente, que no tenía representatividad en los Estados Generales, además en el marquesado de Bergen desde el principio y en la baronía de Breda (de 1577 a 1581 y desde 1590) hasta 1625 y definitivamente desde 1637, en el Overmaas limburgués (con el condominio 
liejense-neerlandés de la ciudad de Maastricht) desde 1632 y en el Flandes zelandés occidental desde el principio —la Generalidad lo había administrado hasta 1588 y luego desde 1604, año de la reconquista de la ciudad de Sluis o Esclusa que había sido retenida desde 1580 a 1587, además de Axel desde 1580 a 1583 y desde 1586, de Biervliet y de Hoek, ambas desde 1588— por lo que dichos territorios conservados por los neerlandeses, se afianzaron con la Tregua de los doce años desde 1609 a 1621 y que incluía a la ciudad de Philippine desde 1633.
También circularon en el resto del Bravante septentrional desde 1629 con las conquistas de las ciudades de Bolduque, Eindhoven, Helmond y Tilburgo, y en el Flandes zelandés oriental que estaba al este del brazo marítimo Braakman ubicado al sur del estuario Escalda Occidental, que con las ciudades de Terneuzen (neerlandés desde 1583) y de Hulst con sus tierras circundantes —ocupada por los sublevados de la Generalidad en 1577 hasta 1583, de 1591 a 1596 y definitivamente desde 1645— y las ciudades de Sas van Gent (ocupada por la Generalidad en 1577 hasta 1583) que fue recuperada desde 1644, Overslag y Zuiddorpe, ambas ocupadas desde 1646, fueron reconocidos dichos territorios por lo españoles desde 1648 y así pasaron de ser administrados por la provincia de Zelanda a serlo por la Generalidad, y los rijksdaalders de esta forma también circularon en las colonias neerlandesas.
Los que no acuñaron Rijksdaalders eran el señorío de Batenburg que tuvo su propia moneda hasta 1641 (luego pasó a los condes de Horn con su señorío residual de Weert-Wessem que eran feudatarios del Principado episcopal de Lieja hasta 1694, año que fue anexado al Condado de Bentheim), el señorío de Huissen —era feudatario del Ducado de Cléveris desde 1502 y con este al margraviato de Brandeburgo-Prusia de 1614 a 1795— que acuñó su propia moneda hasta 1626, las ciudades hanseáticas de Deventer (que acuñó moneda local hasta 1708), Elburg que acuñó sus propias monedas hasta 1621 y se mantuvo del lado realista español hasta 1632, Kampen, Nimega (que acuñó moneda local hasta 1704), Zutphen y Zwolle, ambas produjeron monedas propias hasta 1692.
Tampoco lo acuñaron la ciudad de Groninga —con su distrito circundante de Gorecht desde 1392, con la mayor parte fronteriza de la región de Oldambt en 1520 y su parte del Reiderland en el sur de la bahía Dollard en 1526, con el Ommeland desde 1594 y con la región de Westerwolde desde 1619, ya que desde 1593 había sido parte de la Generalidad, y acuñaría moneda provincial desde 1673 hasta 1772— y el señorío de s'Heerenberg o Bergh que acuñó su propia moneda de 1627 a 1634, y todos usaron daalder o táleros, luego desde 1659 empezarían a usar ducatones o «jinetes de plata» .944, de 32,48 g (desde 1672, de plata .941 y de 32,78 g) y 45 mm de diámetro, en las ciudad de Amsterdam de 1672 a 1673 durante la tercera guerra anglo-neerlandesa, y posteriormente florines desde 1680. 
El rijksdaalder circulaba junto con el florín de plata (20 o 28 stuivers), el daalder o tálero de plata .873 (30 stuivers), el prinsendaalder (40 stuivers, acuñado en Holanda hasta 1602), el leeuwendaalder (en 1659 era de 42 stuivers, acuñado nuevamente por Overijssel de 1675 a 1701), el ducado de plata (48 stuivers), que eran casi del mismo tamaño y calidad, y el ducado (60 stuivers, de oro), además desde 1659 con el ducatón o «jinete de plata» (40 stuivers).
Con la desaparición del diseño original del busto acorazado y la nueva unificación del sistema monetario en 1694 que introdujo el florín general o generaliteitsgulden con la imagen de Atenea con una lanza, el rijksdaalder —que desde 1795 hasta 1805 como moneda unificada junto al florín o gulden del Estado títere francés de la República Bátava y de 1806 a 1808 del Reino de Holanda, pasaría a tener un hombre entero con armadura y a ser de plata .868 y en 1809 con el busto del emperador Napoleón I— y junto al ducado de plata .873 pasaron a equivaler 50 stuivers, por lo que estos últimos y desde 1795 los 2 1⁄2 florines comenzaron también a llamarse rijksdaalders. Desde 1810 hasta 1814 los Países Bajos fueron anexionados al Primer Imperio francés por lo que en este período utilizaron el franco.

## Monedas
Las monedas del rijksdaalder se acuñaron en las siete diferentes provincias neerlandesas y también circulaban indistintamente en las Tierras de la Generalidad como en el Westerwolde hasta 1619 (luego administrado por la ciudad de Groninga), en las diversas colonias neerlandesas y además gracias al Tratado de Münster —que formaba parte de la Paz de Westfalia que puso fin a las guerras de los Ochenta Años y Treinta Años— por el cual el Imperio español reconoció la independencia neerlandesa y le fueron cedidos diversos territorios en donde pasarían a circular los rijksdaalders neerlandeses, como en el Overmaas limburgués que ya estaba ocupado desde 1632, el Flandes zelandés y en el Bravante septentrional, ambos desde 1648.
Las ciudades haseáticas como Deventer, Elburg (que permaneció español hasta 1632), Kampen hasta 1654, Nimega, Zutphen, Zwolle hasta 1649 y Groninga —con su distrito circundante de Gorecht desde 1392 y con el Ommeland desde 1594— ni tampoco los señoríos dentro de su territorio como Batenburg —que sería administrado por Lieja y desde 1694 por Bentheim— que acuñó hasta 1641, s'Heerenberg o Bergh —que con el otro señorío de Stevensweert, en el Limburgo del norte o Alto Güeldres, eran de la Casa de Van den Bergh que era aliada de los españoles y pasó con dichos territorios a los neerlandeses en 1702— acuñó monedas propias hasta 1634 y tampoco Huissen —con el pueblo de Malburgen eran de Cléveris desde 1502 y de Prusia desde 1614 a 1795— que acuñó hasta 1626, ni la ciudad de Groenlo (que volvió a ser española de 1606 hasta 1627), ni la ciudad de Amsterdam de 1672 a 1673, o sea que ninguno de estos territorios se habían adherido al sistema monetario desde el principio o dejaron de usarlo luego de décadas, otros comenzarían a utilizarlo tardíamente.
La lista subsiguiente muestra en detalle las diversas denominaciones y las provincias que acuñaron rijksdaalders desde 1606 hasta 1694 y que se diferencian por el escudo local y se asemejan por el escudo neerlandés que poseen. En el anverso presenta un busto laureado de un caballero anónimo con una espada al hombro y sosteniendo el escudo de armas provincial, en el reverso muestra el escudo de armas de la Generalidad con la leyenda en latín: Concordia res parvæ crescunt (la unidad hace la fuerza). Se omiten las distintas monedas que circulaban a la par del rijksdaalder (salvo las que estén en este período en duit y en stuiver):
- 1⁄2 duit de cobre (1 penning) de 1663, acuñado por Frisia Occidental u Holanda del Norte.[26]
- 1 duit de cobre, acuñado por las siete provincias y las ciudades de Deventer,[10] de Elburg,[12] Groninga,[27] Huissen, Kampen,[11] Zutphen y Zwolle,[24] y por la nueva provincia de Groninga y Ommeland de 1673 a 1692.[19]
- 2 duit de cobre, acuñado en cinco provincias,[28] excepto Güeldres y Utrecht, y en 1620 también en la ciudad de Huissen.[11]
- 1⁄4 stuiver de vellón sin fecha acuñado en la ciudad de Nimega.[14]
- 1⁄2 stuiver de vellón (1 groot) de 1609 a 1649 en la ciudad de Groninga y dependencias,[27] de 1682 en la nueva provincia de Groninga y Ommeland,[19] de 1620 acuñado en la ciudad de Nimega y de 1627 en la ciudad de Utrecht.[29]
- De plata sin fecha acuñado en la ciudad de Zutphen.[15]
- 1 stuiver de vellón (8 duit o 16 penningen),[5] acuñado en Frisia de 1606 a 1690[12] y en Overijssel de 1619 a 1666[14] pero en Holanda Meridional desde 1619 a 1628[18] y en Zelanda de 1614 y de 1681 a 1685,[30] y de 1681 a 1684 en la nueva provincia de Groninga y Ommeland,[19] también en las ciudades de Groninga y dependencias de 1613 a 1635,[27] de Nimega de 1619 a 1620 y de Utrecht de 1627 y de 1665 a 1666.[29]
- De plata en 1614 y de 1640 a 1642 en Güeldres,[31] de 1614 a 1618 en Holanda Meridional,[18] de 1614 en Utrecht,[32] de 1614 a 1641 y de 1673 a 1678 en Frisia Occidental u Holanda del Norte[26] y de 1614 a 1619 en Zelanda,[30] además de 1690 a 1691 en la ciudad de Groninga y su dependencia en Goretch[27] y sin fecha en la ciudad de Kampen.[11]
- 2 stuivers de vellón acuñado en Frisia de 1619 a 1664[12] y en Overijssel de 1615 a 1634 y de 1677 a 1681.[33]
- De plata acuñado en las cinco provincias restantes[34] y de 1606 a 1635 en la ciudad de Groninga y dependencias,[27] de 1677 a 1681 en la ciudad de Kampen,[11] de 1619 a 1620 y de 1681 a 1688 en la ciudad de Nimega,[14] de 1604 a 1605 en la ciudad de Zutphen y de 1672 a 1679 en la ciudad de Zwolle.[24]
- 3 stuivers de plata de 1627 acuñado en Utrecht[35] y de 1614 en Zelanda,[30] además sin fechas en las ciudades de Kampen[11] y Nimega.[14]
- 4 stuivers de plata de 1620 a 1649 acuñado en la ciudad de Groninga y dependencias.[27]
- 5 stuivers de plata de 1692 acuñado en Holanda Meridional.[18]
- 6 stuivers de vellón (1 schelling),[5] acuñado en Frisia de 1612 a 1625 y de 1682,[36] en Overyssel de 1639 y de 1679 a 1691,[37] y en Zelanda de 1669 a 1670.[30]
- De plata de 1681 a 1691 en Güeldres,[31] de 1670 a 1680 en Holanda Meridional,[38] de 1627 a 1632 y de 1675 a 1691 en Utrecht,[35] de 1629 a 1683 en Frisia Occidental u Holanda del Norte,[39] de 1613 a 1615, de 1646 a 1653 y 1672 a 1692 en Zelanda[30] y de 1673 a 1692 en la nueva provincia de Groninga y Ommeland,[19] además de 1690 a 1692 en la ciudad de Groninga y su dependencia de Gorecht[27] y de 1685 a 1691 en la ciudad de Nimega.[14]
- 7 stuivers de plata de 1684 a 1688, acuñado solo en Frisia.[40]
- 8 stuivers de plata, de 1626 a 1627 acuñado en la ciudad de Groninga y dependencias,[27] de 1630 en el señorío de s'Heerenberg[18] y de 1619 en la ciudad de Nimega.[14]
- 10 stuivers de plata, acuñado en seis provincias excepto Overijssel.[41]
- 14 stuivers de plata de 1684 a 1688, solo acuñado en Frisia.[40]
- 20 stuivers de plata (1 florijn),[5] de 1659 a 1668 acuñado en Frisia y de 1661 a 1676 en Güeldres.[42]
- 24 stuivers o 1⁄2 rijksdaalder de plata, de 1607 a 1666 acuñado en Frisia y de 1606 a 1626 en Güeldres (también stuiver de estilo equivalente a 1⁄2 leeuwendaalder o tálero del león hasta 1663 y 1652 y a 1⁄2 ducado de plata hasta 1673 y  1664, respectivamente).[42]
- 1⁄2 rijksdaalder de plata, acuñado en cinco provincias, excepto Frisia y Güeldres,[43] y por la ciudad de Zwolle de 1653.[44]
- 28 stuiver de plata (1 gulden, guilder o florín), acuñado en Frisia, en Holanda Meridional y en Overijssel y en la nueva provincia de Groninga y Ommeland de 1673 a 1692,[19] además de 1690 a 1692 en la ciudad de Groninga y su dependencia de Gorecht.[27]
- 30 stuivers de plata (1 daalder o tálero), de 1617 a 1618 acuñado en Frisia,[40] de 1693 en Güeldres,[31] de 1685 a 1682 en Overijssel[37] y de 1618 a 1619 y de 1676 a 1687 en Zelanda.[45]
- 40 stuivers de plata (1 ducatón o jinete de plata desde 1659), acuñado en Frisia y en Güeldres.
- 48 stuivers o 1 Rijksdaalder de plata (sin denominación, también stuiver de estilo equivalente a 1 leeuwendaalder o tálero del león y a 1 ducado de plata),[5] acuñado en Frisia de 1606 a 1661 y en Güeldres de 1606 a 1680.[46]
- 1 rijksdaalder o «tálero imperial» de plata acuñado en cinco provincias, excepto Frisia y Güeldres,[43] además por la ciudad de Kampen de 1655 a 1656 y de 1676[47] y por la ciudad de Zwolle de  1650 a 1692.[48]